# Новинки (Приводинское городское поселение)
Нови́нки — деревня в Котласском районе Архангельской области.
С 2004 года деревня Новинки входит в состав Приводинского городского поселения.

## География
Деревня Новинки находится на юге Архангельской области, в центре Котласского района, на левом берегу реки Северная Двина (Малая Северная Двина), севернее посёлка Приводино, к востоку от автодороги А123.

## История
После того, как профессор В. П. Амалицкий нашёл на Русском Севере раковины пермских двустворчатых моллюсков, похожих на таких же из отложений Южной Африки, он же в 1899 году обнаружил близ деревни Новинки в береговых обнажениях костеносных линз песков «Соколки» кладбище животных пермского периода. Линза местонахождения Соколки является реперной для Соколковского субкомплекса. Среди находок северодвинской фауны были: двиния (Dvinia prima), котлассия (Kotlassia prima, Kotlassia secunda), двинозавр (Dvinosaurus prima, Dvinosaurus secundus, Dvinosaurus tertius), иностранцевия (Inostrancevia alexandri), дицинодон (Oudenodon venyukovi = Dicynodon venyukovi), венюковия (Venyukovia prima), аннатерапсид (Annatherapsidus petri). Большинство из его находок находится сейчас в Палеонтологическом музее им. Ю. А. Орлова Российской академии наук.

## Население
| 2002 | 2009 | 2010 | 2012 |
| ---- | ---- | ---- | ---- |
| 7    | ↘3   | →3   | →3   |